# Ozarba subtusfimbriata
Ozarba subtusfimbriata là một loài bướm đêm trong họ Noctuidae.